# Apodemus ponticus
Apodemus ponticus és una espècie de mamífer rosegador de la família dels múrids. És endèmica del Caucas, i es troba a Armènia, l'Azerbaidjan, Geòrgia i Rússia. És una espècie nocturna que habita en boscs, boscs-estepa i prats amb herba. S'alimenta de llavors, insectes, gra i fruita seca.